# Município de Paint (condado de Fayette, Ohio)
O município de Paint (em inglês: Paint Township) é um município localizado no condado de Fayette no estado estadounidense de Ohio. No ano de 2010 tinha uma população de 1.975 habitantes e uma densidade populacional de 14,79 pessoas por km².

## Geografia
O município de Paint encontra-se localizado nas coordenadas 39° 39′ 50″ N, 83° 27′ 30″ O. Segundo a Departamento do Censo dos Estados Unidos, o município tem uma superfície total de 133.55 km², da qual 133,51 km² correspondem a terra firme e (0,03 %) 0,04 km² é água.

## Demografia
Segundo o censo de 2010, tinha 1.975 habitantes residindo no município de Paint. A densidade populacional era de 14,79 hab./km². Dos 1.975 habitantes, o município de Paint estava composto pelo 92,66 % brancos, o 1,57 % eram afroamericanos, o 0,35 % eram amerindios, o 4 % eram de outras raças e o 1,42 % eram de uma mistura de raças. Do total da população o 4,76 % eram hispanos ou latinos de qualquer raça.